# Louis Bastoul
Pour les articles homonymes, voir Bastoul.
 (décembre 2019).
Si vous disposez d'ouvrages ou d'articles de référence ou si vous connaissez des sites web de qualité traitant du thème abordé ici, merci de compléter l'article en donnant les références utiles à sa vérifiabilité et en les liant à la section « Notes et références ».
Louis Bastoul, né le 18 août 1753 à Montolieu (Aude), et mort le 15 janvier 1801 à Munich (électorat de Bavière), est un général de brigade de la Révolution française.

## Biographie
Louis Bastoul naît le 18 août 1753 à Montolieu et est baptisé le lendemain. Il est le fils de Barthélémy Bastoul, maître cordonnier, et de son épouse, Françoise Jalabert.  
Engagé volontaire dans le régiment de Vivarais infanterie le 8 avril 1773, il passe caporal le 11 avril 1780, et sergent de grenadiers le 25 janvier 1787. Cassé et remis grenadier le 8 juillet 1789, il redevient caporal le 1er septembre, sergent le 8 et il est congédié le 30 septembre 1789. 
Il reprend du service, comme adjudant-major dans la Garde nationale de Béthune en 1790, et il est élu lieutenant-colonel en second du 2e bataillon de volontaires du Pas-de-Calais le 25 septembre 1791. Il prend le commandement de ce bataillon le 1er avril 1792, et il est employé à l'armée du Nord. 
Il est promu Général de brigade le 15 septembre 1793, et le 2 juillet 1794, il est envoyé à l'armée de Sambre-et-Meuse, sous les ordres du général Jourdan. Il contribue à la reprise de Landrecies le 17 juillet 1794 et du Quesnoy le 15 août 1794. Le 10 septembre 1795, il est chargé par le général Jourdan de veiller à la sûreté du pont de Cologne et de protéger l'arrivée des convois.
En 1796, il est affecté à l'armée du Rhin, et le 19 juin 1796, au combat d'Uckerath en Westphalie, sous les ordres du général Jean-Baptiste Kléber, il met en déroute l'aile gauche de l'armée autrichienne commandée par le général Pal Kray et reprend le village de Kirchpruh. le 24 août 1796, combat de Friedberg, sous les ordres du général Moreau, il contribue au gain de la bataille en chassant, avec peu de troupes, l'ennemi qui s'était retranché dans un bois. Le 3 septembre 1796, sous les ordres du général Championnet, sa brigade combat vaillamment à la bataille de Würzburg, et le 16 septembre suivant au combat de Sulzbach, près d'Amberg, il est cité avec éloge pour le courage qu'il a déployé sur le terrain. Il y est blessé et a son cheval tué sous lui.
Le 18 avril 1797, lors de la bataille de Neuwied (Rhénanie-Palatinat), il prend une part importante à la réussite du passage du Rhin pendant le repli de l'armée commandée par Hoche. À cette occasion, le général Grenier, chargé d'une attaque sur Hettersdorf, place sous ses ordres, 9 compagnies de grenadiers, qu'il fait appuyer par les demi-brigades auxquelles elles appartiennent, et à la tête de ces troupes, il enlève à la baïonnette les retranchements ennemis. Le 29 septembre 1797, il est employé à l'armée d'Allemagne, puis à celle de Mayence le 16 décembre 1797, avant de rejoindre l'armée du Danube le 7 mars 1800.
Le 3 mai 1800, il participe à la bataille d'Engen (Bade-Wurtemberg), et sa division engage avec l'ennemi un combat acharné. Ayant pénétré avec une partie de ses troupes dans un bois qui domine un plateau, il fait prendre en queue et en flanc 8 bataillons autrichiens présents sur le terrain et les met en complète déroute. les 4 et 5 mai 1800, à la bataille de Moesskirch, il se porte avec célérité au soutien de la division du général Delmas, qui se trouve débordée, et repousse avec succès tous les assauts autrichiens contre l'extrême gauche de l'armée française, et le 7 juillet 1800 au combat de Landshut, le général Leclerc reçoit l'ordre de s'emparer de la ville de Landshut (Bavière). Placé à l'aile gauche de l'attaque et fort de deux escadrons de cavalerie, d'un bataillon de la 53e demi-brigade, de trois compagnies de grenadiers, les troupes qu'il commande emportent dans leur charge deux portes et un pont, et ils rejettent les Autrichiens au-dehors de la ville. Le 24 novembre 1800, il retourne à l'armée du Rhin, et le 3 décembre 1800, il commande une division d'infanterie à la bataille de Hohenlinden, sous les ordres de Moreau. Une de ses brigades se trouvant en forte difficulté, il forme sa troupe en colonne d'attaque et marche sur la ligne autrichienne, aidé par la brigade d'infanterie du général Bonnet et celle de cavalerie du général Fauconnet. Il réussit, par cette action, à mettre en déroute les Autrichiens qui abandonnent plusieurs canons et des prisonniers. 
Lors de cette charge, il est grièvement blessé, atteint par un boulet qui lui broie la jambe, il est transporté à Munich, mais il refuse de se laisser amputer, déclarant « vivre ou mourir tout entier », et meurt des suites de ses blessures le 15 janvier 1801.

## Distinctions
- Il fait partie des 558 officiers d'Empire à avoir son nom gravé sous l'Arc de triomphe de l'Étoile.